# Promo Disk 2005
«Promo Disk 2005» (также известный как просто «Jitters 2005») — EP белорусской рок-группы «Jitters», записанный на студии «X-NOISE Factory» и который вышел в 2005 году. Все песни написаны Константином Карманом на английском языке.

## Приём критиков
О’К, обозреватель «Музыкальной газеты», описал материал CD, который оставляет отсылки к прогрессивному року, словами «гитарный, богатый по мысли, эффектный», оценив как отличный вокал, так и бедность на аранжированные эмоции. По его мнению, песни с EP очень похожи на песни с EP 2005 года «Hover» «Hair Peace Salon», также группы британского рока, а наиболее заметное произведение на пластинке — композиция «Jaded».

## Список композиций
| №  | Название | Автор(ы)          | Длительность |
| -- | -------- | ----------------- | ------------ |
| 1. | «Jaded»  | Константин Карман | 3:51         |
| 2. | «Waves»  | Константин Карман | 4:35         |
| 3. | «Sheer»  | Константин Карман | 3:43         |

## Участники
| Jitters: - Константин Карман — ведущий вокал, бас-гитара. - Олег Вяль — соло-гитара, бэк-вокал. - Сергей Кондратенко — гитара. - Артур Лучков — ударные. | Производство: - Геннадий «Gena Dee» Сырокваш — продюсер. |  |